# احمد مشیرالسلطنه
میرزا احمدخان مشیرالسلطنه (زاده ۱۲۲۲ در آمل – درگذشته ۱۲۹۷ در تهران) صدراعظم در ۲ نوبت و در مجموع به مدت ۱ سال نخست وزیر ایران در زمان پادشاهی محمدعلی‌شاه قاجار بود.

## زندگی‌ نامه

### جوانی
احمد مشیرالسلطنه در ۱۲۶۰ هجری قمری در آمل به دنیا آمد. او مانند دیگران تحصیلات معمول زمان را فرا گرفت، و برای یادگیری خط و نگارش وقت گذاشت وی همچنین مقدماتی از فقه و اصول را نیز آموخت. او در سال ۱۲۸۰ هـ. ق به دعوت برادرش مشیرنظام که در دربار ولیعهد (مظفرالدین میرزا) در تبریز خدمت می‌کرد به دربار آمد و آنجا مشغول به کار شد و چون خط و روش نگارش او مورد پسند بود کارهای نوشتاری دربار را دردست گرفت و پس از مدتی کوتاهی منشی و رئیس دفتر ولیعهد شد و لقب منشی باشی را بدست آورد.
جدیت میرزا احمد خان منشی باشی در کارها و صداقت و علاقه‌مندی وی باعث شد که مورد علاقهٔ ولیعهد قرار گیرد در نتیجه از این پس او علاوه بر انجام کارهای نوشتاری ولیعهد به حکمرانی چند شهر نیز می‌پرداخت و روز به روز بر اعتماد و صمیمیت او و ولیعهد افزوده می‌شد تا اینکه در ۱۲۹۷ هـ. ق وزیر شد

### دوران پیشکاری و پس از آن
در سال ۱۳۰۲ حکومت گیلان و طوالش به عباس میرزا ملک آراء پیشنهاد شد و چون او نپذیرفت میرزا احمد خان مشیرالسلطنه با پرداخت سی هزار تومان پیشکشی به این مأموریت رفت و مدت یکسال در آنجا باقی ماند و از این رهگذر سود قابل توجهی بدست آورد. وی پس از بازگشت از گیلان مدت‌ها بی‌کار بود و تنها بنا به درخواست میرزا علی اصغر خان امین السلطان، سالیانه مبلغی به عنوان حقوق از دربار اعظم دریافت می‌کرد و در وزارت داخله عنوان منشی باشی داشت.

### خزانه‌داری
احمد مشیرالسلطنه در سال ۱۳۰۹ دوباره از طرف کامران میرزا نایب السلطنه که حکومت مرکزی با وی بود به حکومت گیلان رفت و مدت سه سال در آن جایگاه باقی ماند. در ۱۳۱۴ هـ. ق مشیرالسلطنه به وزارت خزانه منصوب شد. تا آن تاریخ وزیر خزانه محمد ولی خان نصرالسلطنه (محمد ولی خان سپهسالار) بود و بر اساس اختلافی که بین وی و امین الدوله بر سر عیار مسکوکات به وجود آمد از وزارت خزانه برکنار شد و مشیرالسلطنه به جای وی به این سمت رسید.
مشیرالسلطنه در وزارت خزانه جلوی سوءاستفاده و تقلب در عیار مسکوکات را گرفت و مقدار زیادی از بروات معوقه را که از زمان ناصرالدین شاه در دست مردم بود پرداخت نمود.
امین الدوله این اقدام مشیرالسلطنه را با دیدهٔ انتقاد نگریست و از اینکه می‌دید مظفرالدین شاه مبالغی از وام دریافتی از روسیه را برای واریز بدهی‌های پدر خود اختصاص داده است انتقاد می‌کرد و آن را نوعی سوءاستفاده تلقی می‌نمود در حالیکه مشیرالسلطنه به علت داشتن احساسات شدید مذهبی و ملی هرگز اهل سوءاستفاده و دغل‌کاری نبود. پس از عزل امین‌الدوله همچنان وزارت خزانه با مشیرالسلطنه بود و با روابطی که با اتابک داشت در کار خزانه استقلال کامل پیدا کرد. وزارت خزانه او تا دوران صدارت عین‌الدوله طول کشید زیرا وی در این کار تبحر خاصی داشت.

### وزارتخانه
در سفر سوم مظفرالدین شاه به فرنگ مشیرالسلطنه دارای سه شغل مهم بود که عبارت بودند از: وزارت خزانه، وزارت داخله و رئیس شورای سلطنتی. چند ماه پس از بازگشت مظفرالدین شاه از اروپا بین عین‌الدوله صدراعظم و مشیرالسلطنه وزیر خزانه و داخله اختلاف نظر ایجاد شد. عین‌الدوله با خوی استبدادی و خشونت خود می‌خواست تمام وزراء را تحت سلطه خود قرار دهد ولی مشیرالسلطنه به علت اینکه سال‌ها وزیر و پیشکار ولیعهد در آذربایجان بود و عین‌الدوله زیردست او کار می‌کرد از صدراعظم تمکین نمی‌نمود و البته شاه به هر دوی آن‌ها محبت و عنایت داشت. کار اختلاف و دعوای عین‌الدوله و مشیرالسلطنه بالا گرفت و بالاخره صدراعظم پیروز شد و مشیرالسلطنه به خراسان اعزام شد.
پس از استعفای عین الدوله و تبعید وی به فریمان خراسان، مشیرالسلطنه به تهران بازگشت ولی شغلی نپذیرفت و در تمام مدت صدارت مشیرالدوله (مشیر السلطنه با مشیرالدوله میانه‌ای نداشت و او را لایق صدراعظمی نمی‌دانست و غالباً از انتصاب او به صدارت انتقاد می‌نمود) او بیکار بود. پس از صدور فرمان مشروطیت در کابینهٔ میرزا نصرالله خان مشیرالدوله به وزارت عدلیه منصوب شد، ولی این کابینه دوام زیادی نداشت و با ورود میرزا علی اصغرخان اتابک وی به انتصاب ریاست وزرائی رسید.
در ۲۱ رجب ۱۳۲۵ هـ. ق اتابک کشته شد و برای تعیین جانشین وی بین محمدعلی میرزا و مجلس اختلاف نظر حاصل شد. محمدعلی شاه درخواست نمود بیست تن از نمایندگان در دربار حضور یابند تا شاه را برای انتخاب نخست‌وزیر از نظرات مشورتی آنها استفاده کند. این عده در دربارهٔ حضور یافتند و شاه با آنها به مشورت نشست و سرانجام فرمان رئیس الوزرایی به نام میرزااحمد خان مشیرالسلطنه صادر شد. سرانجام شاه فرمان نخست‌وزیری به نام مشیرالسلطنه صادر گردید و او کابینه خود را در ۱۶ شهریور ماه ۱۲۸۶ ش به مجلس معرفی کرد. در این کابینه وزارت کشور را خود بر عهده گرفت. هنوز چند روزی از زمامداری مشیرالسلطنه نگذشته بود که در مجلس نغمه‌های جدیدی ساز شد و عده‌ای از وکلا اظهار داشتند که شاه با مشروطیت همراه است، اما درباریان و اطرافیان شاه نه تنها به مشروطیت اعتقادی نداشتند بلکه شاه را به دشمنی با مجلس تحریک می‌کنند. محمدعلی شاه عده زیادی از درباریان را به مجلس فرستاد و یک یک آنها سوگند یاد کردند که به مشروطیت وفادارند.مشیرالسلطنه در این بین از نخست‌وزیری استعفا نمود و به جای او ناصرالملک همدانی به ریاست دولت رسید.
ناصرالملک نیز مدتی کوتاه نخست‌وزیر بود تا اینکه واقعه توپخانه پیش‌آمد و ناصرالملک معزول به اروپا تبعید شد و نظام السلطنه به زمامداری رسید و او نیز پس از پنج ماه نخست‌وزیری چون نتوانست بین شاه و مجلس را التیام دهد کنار رفت و مشیرالسلطنه بلافاصله نخست‌وزیر شد و در هفدهم خرداد ۱۲۸۷ کابینه خود را به مجلس معرفی کرد  و وزارت کشور را نیز عهده‌دار شد و در تهران حکومت نظامی برقرار گردید. حادثه به توپ بستن مجلس و تشکیل محکمه باغشاه و اعدام عده‌ای از مشروطه‌خواهان در این دوره صورت گرفت.

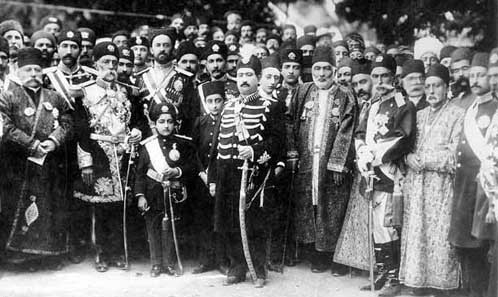
از راست آصف‌السلطنه، علاالملک، قلی مجدالدوله، موثق‌الدوله، مشیرالسلطنه، شاهزاده ظل‌السلطنه (پسر کامران میرزا)، شاهزاده میرزا نصرت‌السلطنه (برادر محمدعلیشاه)، محمدعلیشاه قاجار، شاهزاده اعتضادالسلطنه (پسر محمدعلیشاه)، احمدمیرزا قاجار (ولیعهد)، ولادیمیر لیاخوف، امیر بهادر، علاالسلطنه، محمدعلی سردار افخم، مصطفی حاجب‌الدوله

### فتح تهران
مشیرالسلطنه در مجموع یازده ماه بر سر کار بود و سه کابینه تشکیل داد که در هر سه کابینه وزارت کشور با او بود. در کابینه مشیرالسلطنه افراد موجهی مانند مستوفی و مؤتمن الملک و مشیرالدوله و محتشم السلطنه هم عضویت داشتند. دوران یازده ماههٔ صدارت مشیرالسلطنه در تاریخ مشروطیت ایران به استبداد صغیر تعبیر شده‌است.
دومین دورهٔ جنبش آزادیخواهان، در آذربایجان، فارس و اصفهان بنیاد گرفت که منجر به فتح تهران و خلع محمدعلی شاه شد. سه ماه پیش از اینکه قوای مجاهدین، تهران را فتح کند مشیرالسلطنه کنار رفت و ناصرالملک برای زمامداری از لندن احضار شد، ولی ناصرالملک در تردید بود و در غیاب او سعدالدوله کابینه را سرپرستی می‌کرد. این کابینه چون پیشرفت مجاهدین را دید به هیئت اجتماع استعفا داد و کشور بدون نخست‌وزیر و هیئت دولت به وسیلهٔ محمدعلی میرزا و چند تن از همکاران نزدیک او اداره می‌شد.
پس از فتح تهران محمدعلی شاه به سفارت روس پناهنده شد. عده زیادی از رجال به سفارت انگلیس رفتند ولی مشیرالسلطنه سفارت عثمانی را برای پناهندگی انتخاب کرد و در آنجا متحصن شد. در عفو عمومی که برای پناهندگان از طرف فاتحین تهران صادر شد مشیرالسلطنه یکی از سه استثناء بود و دولت مشروطه عقیده به تعقیب و مجازات او داشت.
ادوارد براون، در کتاب انقلاب ایران با تردید نوشته‌است که مشیرالسلطنه ۶۰ هزار تومان به اردوی ملی کمک مالی کرد تا مورد عفو قرار گرفت ولی ابراهیم صفائی در کتاب رهبران مشروطه قاطعاً متذکر شده‌است که وی یک صد هزار تومان به مجاهدین داد تا آزادی خود را بازخرید کند. دقیقاً نمی‌توان گفت کدام یک از این دو درست است.

## درگذشت
مشیرالسلطنه پس از خروج از سفارت عثمانی به زندگانی شخصی خود پرداخت و غالباً وقت خود را به عبادت و رسیدگی به کار مسجد و مدرسه خود می‌گذرانید.
در ۱۳۲۸ هـ. ق به او سوءقصد شد و هنگامی که قصد خروج از کالسکه خود را داشت چند تیر بسویش شلیک شد. گلوله‌ها به پای او اصابت کرد و مدت‌ها تحت درمان و معالجه بود تا سرانجام در ۱۳۳۷ هـ. ق در ۷۷ سالگی درگذشت  و در صحن نو آرامگاه حضرت معصومه در قم به خاک سپرده شد. 

## ویژگی‌ها
مشیرالسلطنه سواد خوبی داشت و به اصول مذهبی سخت پای‌بند بود به همین دلیل مدرسه و مسجدی در خیابان مولوی ساخت که هم‌اکنون پابرجاست که به نام مسجد مشیرالسلطنه شناخته می‌شود و موقوفاتی نیز برای آن اختصاص داده شده‌است. غالب تاریخ نویسان مشروطه در حالی که از استبداد و خودسری مشیرالسلطنه مطالبی نوشته‌اند ولی هیچ‌کدام نتوانسته‌اند منکر سادگی، نجابت و انسان‌دوستی وی شوند. مشیرالسلطنه یکی از چند رجالی است که در تاریخ مشروطیت به عنوان نماد استبداد دانسته شده‌است، در حالی که او احساسات ملی و مذهبی داشت و تحت تأثیر دوست خود حاج شیخ فضل‌الله نوری موافق با مشروطهٔ مشروعه بود.
مسجد مشیرالسلطنه در تاریخ ۲۵ مهر ۱۳۸۳ با شماره ۱۱۲۰۸ در فهرست آثار ملی ثبت شد.
در کتاب رهبران مشروطه جلد دوم تألیف ابراهیم صفایی دربارهٔ مشیرالسلطنه چنین نوشته‌است:
سکرتر و رئیس دفتر نداشت و بی‌واسطه با ارباب حاجت روبرو می‌شد و شخصاً به شکایت مردم رسیدگی می‌کرد. در زمان صدارت نخست او بود که شاهزاده مقتدری چون سیف‌الدوله در برابر شکایت جمعی از مردم کرمانشاه به محاکمه جلب شد. مشیرالسلطنه نیکوکار و بذال بود هر وقت از خانه بیرون می‌رفت یا روانه مسجد می‌گردید جمعی ارباب حاجت جلو او را گرفتند و او هیچ‌کس را محروم نمی‌کرد. اعتقاد خالص به شاه و دین و وطن سرلوحه اعتقادات ملی و مذهبی مشیرالسلطنه بود. در راه محمدعلی شاه حتی پس از برکناری از صدارت تا پای جان ایستاد. در بحبوبه بی‌پولی شاه، در همان ماه‌های آخر بیست هزار تومان برای کمک به مخارج دربار فرستاد و تمام املاک خود را برای امور خیریه وقف کرد.
و در کتاب ایران در زمان قاجار دربارهٔ مشیرالسلطنه چنین نوشته‌اند:
میرزا احمد منشی باشی مشیرالسلطنه… ابتدا منشی مخصوص ولیعهد مظفرالدین میرزا بود، بر اثر بی‌کفایتی او و عمالش به مردم و غائله شیخ عبیدالله و تصرف میاندوآب و قتل مردم آن سامان از پیشکاری ولیعهد معزول شد و به تهران آمد ولی از آنجا که امنای دولت ناصری هم هیچ‌یک از مشیرالسلطنه (لقبی است که مظفرالدین میرزا ولیعهد به او داده) با کفایت‌تر نبودند، وی بزودی توانست دوباره در سلک معاریف رجال ایران قرار گیرد تا اینکه در زمان مظفرالدین شاه به سمت وزیر داخله انتخاب شد.
و همچنین مهدی بیانی در جلد اول احوال و آثار خوشنویسان دربارهٔ مشیرالسلطنه چنین گفته‌است:
مشیرالسلطنه به کاردانی و امانت معروف و از مستوفیان و منشیان زبردستی بود. جز نستعلیق، خط شکسته را نیز خوش می‌نوشت. از خطوط شکسته وی چند قطعه در کتابخانه سلطنتی و قطعه‌ای در کتابخانه آستان رضوی است.